# The Dark of the Matinée
"The Dark of the Matinée", também conhecida como "Matinée", é uma canção da banda de rock Franz Ferdinand. Ela foi lançada como quarta canção do álbum Franz Ferdinand em 9 de Fevereiro de 2004. Em 19 de abril de 2004, ela foi lançada como single e chegou ao número oito no paradas de sucesso do Reino Unido.

## Vídeo
No vídeo aparecem os membros da banda vestidos como estudantes de escola. Ele foi inspirado na série de televisão Blue Remembered Hills de 1979.

## Tabelas musicais
| Paradas (2004)                        | Melhor posição |
| ------------------------------------- | -------------- |
| Alemanha (Offizielle Deutsche Charts) | 88             |
| Países Baixos (Single Top 100)        | 73             |
| Irlanda (IRMA)                        | 27             |
| Escócia (Scottish Singles Chart)      | 7              |
| Reino Unido (UK Singles Chart)        | 8              |
| Reino Unido (OCC UK Indie)            | 1              |